# Hans Egloff
Pour les articles homonymes, voir Egloff.
Hans Egloff, né le 27 novembre 1959 est une personnalité politique suisse membre de l'Union démocratique du centre.

## Biographie
Il est élu au Conseil national en 2011, puis est réélu en 2015.